# Gaillon-sur-Montcient
Gaillon-sur-Montcient ist eine französische Gemeinde mit 691 Einwohnern (Stand: 1. Januar 2022) im Département Yvelines in der Region Île-de-France. Die Gemeinde gehört zum Arrondissement Mantes-la-Jolie und zum Kanton Les Mureaux (bis 2015: Kanton Meulan-en-Yvelines). Die Einwohner werden Gaillonais genannt.

## Geographie
Gaillon-sur-Montcient liegt etwa 37 Kilometer ostnordöstlich von Paris. Umgeben wird Gaillon-sur-Montcient von den Nachbargemeinden Seraincourt im Norden und Westen, Longuesse im Norden und Nordosten, Condécourt im Osten und Nordosten, Tessancourt-sur-Aubette im Osten, Meulan im Südosten sowie Hardricourt im Süden und Südwesten.

## Bevölkerungsentwicklung
| Jahr                      | 1962 | 1968 | 1975 | 1982 | 1990 | 1999 | 2006 | 2013 | 2022 |
| Einwohner                 | 332  | 358  | 489  | 516  | 599  | 646  | 669  | 675  | 691  |
| Quelle: Cassini und INSEE |      |      |      |      |      |      |      |      |      |

## Sehenswürdigkeiten

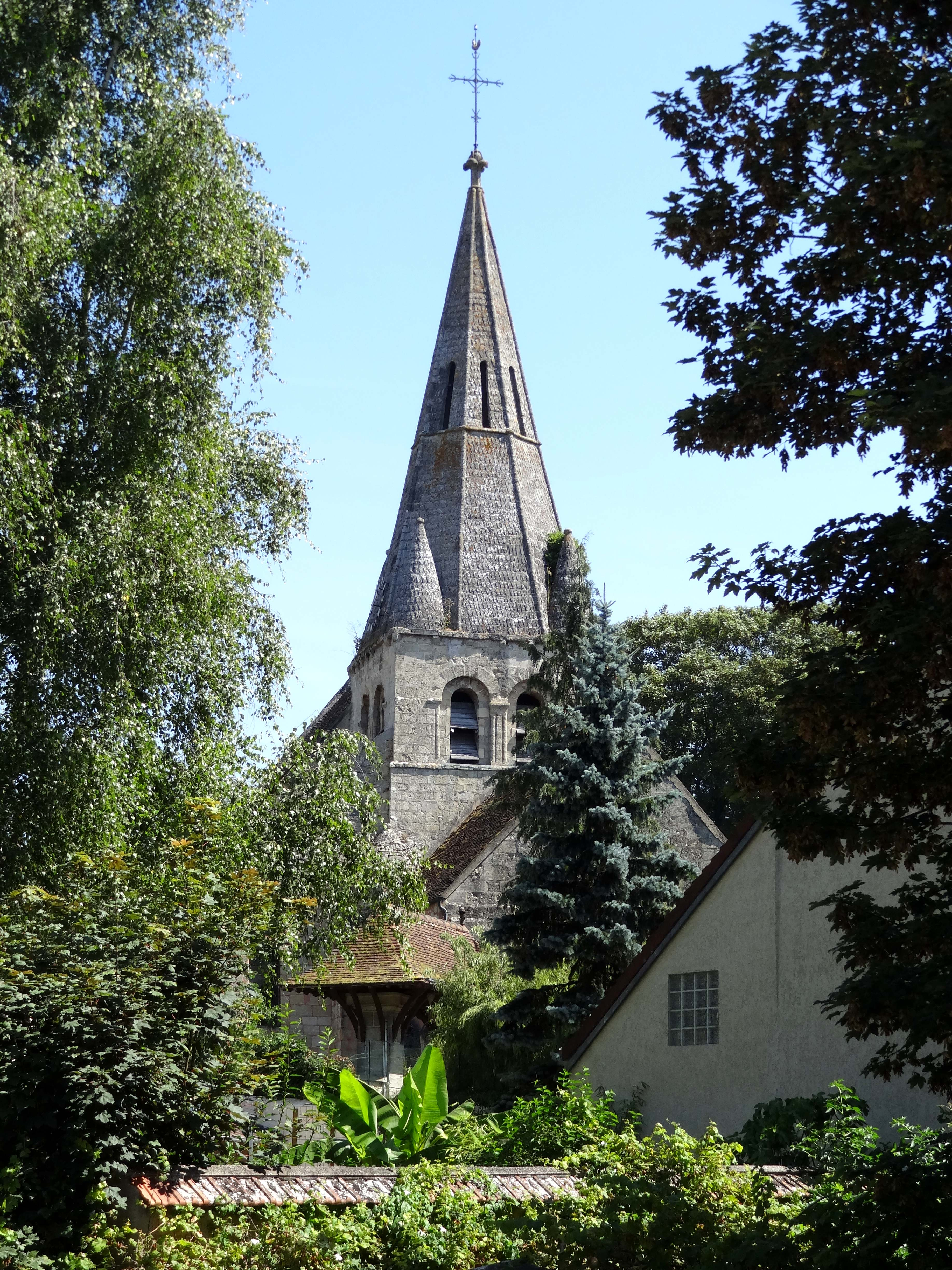
Kirche Notre-Dame-de-l'Assomption

Siehe auch: Liste der Monuments historiques in Gaillon-sur-Montcient
- Kirche Notre-Dame-de-l'Assomption, Monument historique